# زلزال غوري 1920
زلزال غوري 1920 هو زلزالٌ وقعَ في غوري في جورجيا بتاريخ 20 فبراير 1920.